# 事實上契約關係理論
事實上契約關係理論（或稱事實上契約）是由德國民法學者、萊比錫大學Gunter Haupt教授於1941年所發表，主張事實行為亦可成立契約，顛覆了契約成立的傳統理論。
依古典民法理論，契約的成立僅能依「要約－承諾」、「交錯要約」或「意思實現」三種方式成立，而此三種方式均本於當事人之意思表示合致而締結。Haupt教授認為，在若干情形，契約得以藉由一定的事實過程而成立，毋須藉由當事人之意思表示合致，此種契約即為事實上契約。其認為事實上契約具有確實的契約效力，為契約之一種，並非處於類似契約的地位，除成立之方式外，契約法之規定於事實上契約均有適用。

## 類型
事實上契約之類型大約可分為三類：
1. 典型社會行為
2. 事實上勞動或合夥關係
3. 締約上過失

## 發展與沒落
默示意思表示合致亦可成立契約。